# Ignacio Sierra y Rosso
Ignacio Sierra y Rosso, el "poeta cívico" del régimen santanista (Xalapa, Veracruz 10 de enero de 1811- Tacubaya, Ciudad de México 8 de  
diciembre de 1860) fue un abogado, escritor y poeta Secretario de Relaciones Internas y Exteriores durante el mandato de Valentín Gómez Farías así como de Santa Anna y Secretario de Hacienda durante 1853 a 1854. 
Es conocido en la historia del siglo XIX por ser confidente y fuente cercana del general y presidente de la República Antonio López de Santa Anna desde 1830 hasta 1840. En un principio fue un poeta completamente abnegado y entregado a tal régimen, incluso fue parte de un discurso que se proclamó en 1838 para enterrar con honores a la pierna del presidente mientras luchaba en contra de las fuerzas francesas.

## El Discurso a la pierna de Santa Anna
Durante 1838 a 1839, México estuvo inmerso en un conflicto con Francia conocido como la Guerra de los Pasteles, y durante el transcurso de esta guerra hubo una serie de confrontaciones políticas y bélicas entre ambos. Todo había comenzado cuando el barón Antoine-Louis Deffaudis, fracasó en su propósito de obtener un tratado comercial favorable en 1827.
En aquel entonces el monsieur Remontel, propietario de un restaurante en Tacubaya alegó que unos oficiales habían comido pasteles sin pagar y que habían hecho daños dentro del establecimiento, por lo que exigía una indemnización de 600 mil pesos. 
Mientras tanto, el conflicto entre México y Antoine-Louis Deffaudis siguió escalando al grado en que las negociaciones entre el almirante Charles Baudin que era ministro plenipotenciario para entablar pláticas con México y don Luis Gonzaga Cuevas, ministro mexicano de Relaciones Exteriores, se exigieron los 600 mil pesos del incidente de la pastelería más los 200 mil de gastos entre flotas francesas y mexicanas en el Golfo mexicano. 
Durante este conflicto que fue escalando, Santa Anna perdió su pierna en Veracruz luego de recibir un cañonazo en este confrontamiento bélico y el 27 de septiembre de 1842 se ordenó un funeral de estado para el miembro amputado. La pierna que había sido inhumada en la hacienda de Manga de Clavo, fue trasladada y enterrada en el antiguo panteón de Santa Paula.
En medio de tales honores don Ignacio Sierra y Rosso, futuro Ministro de Hacienda y poeta, dio un discurso cursi para lamentar la pérdida del miembro amputado de Antonio López de Santa Anna. Se ordenó que la extremidad recibiera "cristiana sepultura" en el estado de Veracruz. 

Don Ignacio Sierra y Rosso fue quien le dedicó unas palabras para honrar el miembro: 
"La Junta Patriótica me impuso la obligación de dirigiros la palabra en este momento solemne, y confieso sin rubor, que en las pocas horas que han transcurrido desde que recibí sus mandatos, trabajé inútilmente queriendo dar método al confuso tropel de ideas que asaltan todavía mi razón, porque su desconcierto es hijo del contraste de vivos y profundos sentimientos que ora desgarran mi pecho, ora lo llenan de un júbilo y alegría inesplicables. ¿Pero qué mucho que mi pequenez se pierda en la magnitud del objeto? ¿Qué estraño que mi débil voz espire en la garganta? Y o conjuro á los sabios que me escuchan, pregunto á mis compatriotas y á los hombres todos formados para el bien y la virtud, ¿si podrán definir con facilidad las emociones de que en este mismo instante se hallan poseídas sus almas?
Yo miro en mi rededor: contemplo el lugar santo y terrible en que nos hallamos; fijo los ojos en esa urna cineraria donde reposan los restos mutilados de un caudillo ilustre de la Independencia y de Ja Libertad, y entonces quisiera con Young y con Hervey abandonarme á meditaciones lúgubres; quisiera con Milton y Regnauld Warin, cubrirme de sombras y de luto, y derramar ardientes lágrimas sobre los despojos del Héroe; pero á la idea de que él por fortuna alienta todavia un espíritu inflamado con el amor de la patria: cuando contemplo ese monumento que la gratitud y la amistad han erigido al valor: cuando sobre él por fin tiende sus alas magestuosas esa águila, emblema de tantas glorias, arde mi pecho con el fuego del entusiasmo, siento en mi alma renacer el júbilo, y envidio de Quintana y de Melendez, el sonoro y robusto acento con que han sabido inmortalizar hechos que ilustran la historia de su patria. Mexicanos: que sobrepuje hoy en nosotros este sentimiento sublime; apartemos de nuestra memoria la triste y silenciosa imagen del dolor; no veamos sino triunfos espléndidos y laureles brillantes, y lejos de recordar los acontecimientos que dieron motivo á tantas glorias, me propongo hablaros breve y únicamente sobre la alta importancia que ellas tienen en sí, sobre sus inmensos y fecundos resultados. Mi lenguage no será el de la estudiada oratoria, sino el idioma puro y sencillo del corazón: escuchad en mis palabras el eco de sus latidos. En ocasiones, como la presente, es donde solo puede conocerse toda la estension, todo el valor de aquella sabida sentencia del sublime lírico de Venuso: ,,Dulce y decoroso, dijo, es morir por la patria;" y ya lo veis conciudadanos, dulce, muy dulce y decoroso es no solo morir por la patria, sino consagrarle cierto género de sacrificios como el que hoy celebramos con el mas puro entusiasmo. ¡Mil veces feliz el General Santa-Anna que pudo con su sangre derramada por la patria, comprar el amor de los mexicanos todos y merecer esas coronas cívicas que no queman la frente como las diademas de los reyes! ¿Quién es el que en este momento no se siente arder con el fuego de la gloria? ¿Quién el que no deseara haber derramado su sangre gota á gota por alcanzar también igual testimonio de la gratitud de sus conciudadanos? Esa Roma en otro tiempo, señora del universo, esa Grecia, hoy esqueleto miserable de una virgen antes seductora y bella, esos pueblos grandes, en los hermosos dias de sus triunfos, dejaron á las generaciones futuras, en sus historias y en sus monumentos soberbios, altas lecciones y ejemplos sublimes de heroísmo. Los vencedores de Marathón y de Platea, viven, y vivirán eternamente.
Los manes de Trasíbulo, de Hermodio y de Timoleon, hablan todavía al alma del viajero que visita las ruinas venerables de los suntuosos obeliscos que el patriotismo erijió al vencedor de los treinta tiranos, al valiente que supo romper el yugo de Pisístrato, y al libertador de Corinto y de Siracusa; porque la historia, la elocuencia y la poesía, se apoderan del nombre de los héroes, y derramando flores sobre sus tumbas, enjugan el llanto de las madres, de las esposas y de los huérfanos, y lo hacen convertir en sonrisa de consolación y de encanto. ¡Oh Grecia! Ya los mexicanos empezamos á imitar desde hoy esa noble conducta que observabas con tus caudillos, con los autores de tus glorias! Desde hoy dije, sí, desde hoy, aniversario del dia mas brillante de cuantos han lucido sobre el horizonte de México. Veintiún años hace que el Héroe de Iguala consumó la grande obra de la Independencia: veintiún años que en la bóveda de ese mismo cielo resonaba el eco de los vivas á la Libertad y á sus caudillos: veintiún años que por primera vez flamearon sobre nuestras torres y palacios esas banderas, que colocadas ahora en este monumento, son el mejor garante de que la patria ha conseguido nuevas y gloriosas victorias: ¡Veinte y siete de Setiembre de 1821! ¡Día espléndido y magnífico! Hoy eres celebrado con la solemnidad mas análoga que el patriotismo pudiera consagrarte: los recuerdos que ella inspira, se pierden, se confunden con tus recuerdos; el cinco de Diciembre de 1838, es también como tú, un día de gozo y de vida pava la patria. El General Santa-Anna acaudillando en Veracruz una corta porción de valientes, vertió su sangre; pero detuvo el ímpetu de una Nación grande, poderosa y justamente enorgullecida por las ínclitas hazañas á que la condujo el primer capitán del siglo; así como el héroe de las Termópilas, con su sangre y la de sus trescientos indomables, opuso un dique á Jerjes y á su numeroso ejército. Esparta debió á Leónidas librarse del yugo que inevitablemente parecía amenazarle, y México, por solo esa jornada de triunfo, reconocería en el General Santa-Anua, al salvador de su adorada Independencia, al restaurador de su decoro y de su gloria. Y bien, esos heroicos hechos de armas, esas victorias espléndidas, no solamente salvan por el momento á las naciones, no solo adornan á los vencedores con bellas y merecidas palmas, son también lecciones elocuentes y perdurables, modelos, que, recordando á las mas remotas generaciones lo que fueron sus antepasados, las enseñan á marchar por las sendas del honor y de la inmortalidad; y en los conflictos en que la caprichosa fortuna pone á los pueblos, así como á los hombres, son á semejanza de la sombra fresca y bienhechora que refrijéra al estraviado caminante, y lo defiende de los rayos abrasadores del sol que reverbera en el desierto. Sea, pues, en hora buena, conciudadanos, cercad de honrosos trofeos marciales esos miembros mutilados, ese pié que en defensa de la patria, condujo á la victoria al General Santa-Anna, el día 5 de diciembre de 1838: ya sobradamente han sido regados con llanto de ternura esos restos adorables, levantadlos ahora sobre esa columna emblema de la fortaleza y del triunfo ¡viejos militares! vosotros, cuyas cabezas blanquean con el yelo de los años, y cuyos cuerpos están cubiertos de honrosas cicatrices, venid á este lugar como el nül»aproposito para recordar otros tiempos de bravura y lozanía; contaos aquí vuestras proezas, y ya veréis como la majestad de este sitio comunica á vuestras sabrosas pláticas un entusiasmo de que os sentiréis vivificar nuevamente. ¡Valientes veteranos; los que aun empuñáis la robusta lanza! cuando el redoble del tambor, os anuncie que vais á partir al campo de la gloria, venid también aquí, contemplad esa urna, esos trofeos, esas armas nacionales, y partid después hacia el rumbo, donde el clarin os anuncie que podéis cortar laureles semejantes: y por último, vosotros, jóvenes que comenzáis la noble y brillante carrera de las armas, permitidme que os diga con el celebre Carnót, á la vista de los restos del valeroso Turenna: „Acercaos jóvenes, mirad ese monumento Si vuestros corazones no palpitan acelerados, si vuestros pechos no se abrasan con el fuego de un entusiasmo santo, desceñios esas inútiles espadas; vuestras almas no han nacido para la gloria." . Y tú, ¡Héroe del Panuco y Veracruz! tú, cuya vida conserva el cielo para nuestra ventura, gózate, y recibe el homenaje purísimo que tributamos á tus glorias, Norte y esperanza de tus conciudadanos, continúa dirigiéndonos por las sendas del bien y de la felicidad. Toma esa bandera tricolor, que en tu mano es emblema de la victoria, y condúcenos, cuantas veces sea preciso, al frente de los enemigos de la patria; añade todos los días nuevos resplandores á esa aureola de luz que te circunda; y aunque la guadaña voraz del tiempo destruya este y otros mil esplendidos monumentos que la patria consagre á tu memoria, tu nombre durará hasta el día en que ese sol se apague, y las estrellas, y los planetas todos, vuelvan al caos donde durmieron antes.—-DIJE. "
Dos años después de haber sido enterrada en 1844, durante una rebelión contra Santa Anna, el pueblo desenterró su pierna del Panteón de Santa Paula y la arrastró varias calles en medio de burlas e insultos.

## Familia
Aunque muchos lo recuerdan por haber sido adulador de su Alteza Serenísima, por la parte familiar estuvo fuertemente relacionado con sentimientos de protección y cariño.
Estuvo casado con María de Jesús Nicolasa Soltero Barbosa con quien tuvo a Agustín Felipe Sierra y Soltero y a María de Guadalupe Clara Lorenza de la Preciosa Sangre Sierra Soltero. Asimismo, a lado de María de Jesús adoptó años después a la muerte de su hijo Agustín a un niño a quién le otorgaron el nombre de Pedro Sierra y Soltero. Y también estuvo relacionado con María Guadalupe de la Luz Petra Rafaela Josefa Gómez Cacho.
Agustín Felipe Sierra y Soltero falleció el 15 de octubre durante un confrontamiento frente a los liberales durante la Guerra de Reforma cuando Miguel Blanco, del bando liberal, estaba tratando de tomar la ciudad.